# Яновиці (Влоцлавський повіт)
Яновиці (пол. Janowice, нім. Jähnewitz) — село в Польщі, у гміні Любане Влоцлавського повіту Куявсько-Поморського воєводства.
Населення — 287 осіб (2011).
У 1975-1998 роках село належало до Влоцлавського воєводства.

## Демографія
Демографічна структура станом на 31 березня 2011 року:
|          | Загалом | Допрацездатний вік | Працездатний вік | Постпрацездатний вік |
| -------- | ------- | ------------------ | ---------------- | -------------------- |
| Чоловіки | 142     | 25                 | 103              | 14                   |
| Жінки    | 145     | 25                 | 83               | 37                   |
| Разом    | 287     | 50                 | 186              | 51                   |